# Sornßig

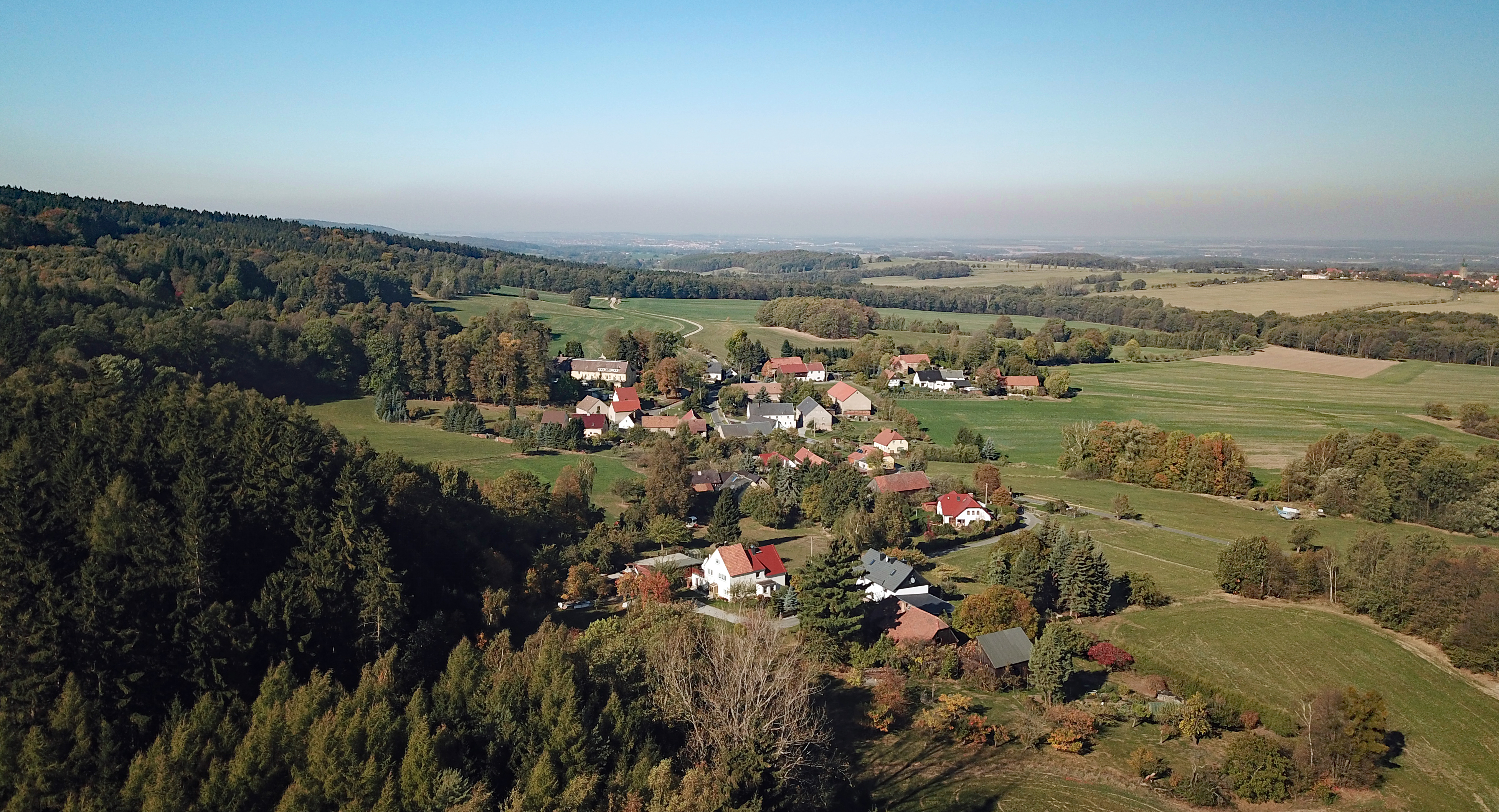
Luftbild

Sornßig, sorbisch Žornosykiⓘ, ist ein Dorf im Osten des sächsischen Landkreises Bautzen, das zur Gemeinde Hochkirch gehört. Es zählt zum offiziellen sorbischen Siedlungsgebiet in der Oberlausitz.
Sehenswert ist das Sornßiger Schloss.

## Geografie

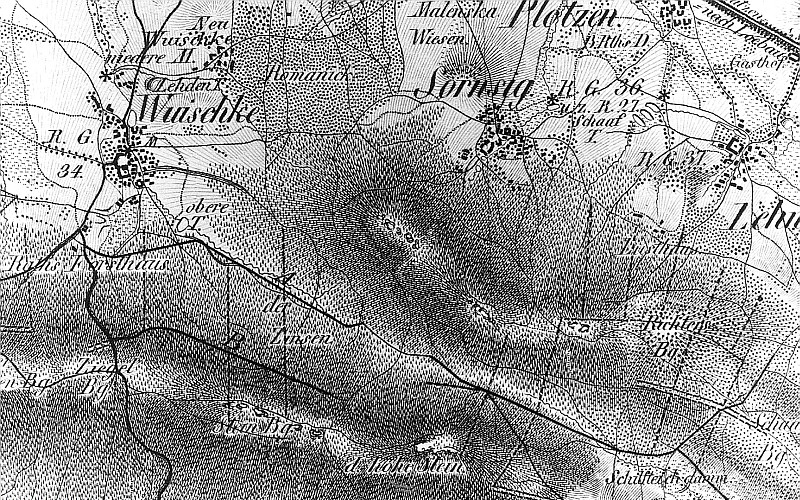
Topographische Karte von 1821/1822

Der Ort befindet sich 2,2 Kilometer südlich des Gemeindezentrums von Hochkirch auf 307 Metern über dem Meer am Fuß des Sornßiger Berges (504 m). Sornßig ist der höchstgelegene Ortsteil der Gemeinde. Die Nachbarorte sind Plotzen im Nordosten, Lehn im Osten und Wuischke im Westen. Im Süden erhebt sich die Czorneboh-Kette mit dem Hochstein.
Nach der Siedlungsanlage ist Sornßig eine Gutssiedlung.

## Geschichte
1225 wird ein Wernerus de Surnzic erwähnt und 1394 ist erstmals die Ortschaft selbst mit Sorniczk genannt. 1419 ist dann der Name Sornßig gebräuchlich. In Sornßig wurden 1628 Hexenverfolgungen durchgeführt: der Ausgang des Hexenprozesses gegen ein Ehepaar ist unbekannt.
In Sornßig bildete sich ein Gutsbesitz heraus. Um 1680 war Heinrich von Uechtritz der Inhaber. Mitte des 19. Jahrhunderts war Gut Sornßig in bürgerlicher Hand des Landesbestallten und Vorstandsmitglied der Landesständischen Hypotheken- und Sparbank, Bernhard Constantin Schenk. 1855 ging die Gerichtsbarkeit des Rittergutes an den Fiskus über. Das heutige Schloss Sornßig war Herrenhaus und Rittergut. Dieser Besitz war klein, 1925 konkret 56 ha. Letzte Grundbesitzer waren Ernst Freiherr von Salza und Lichtenau, verheiratet mit Marie Vitzthum von Eckstedt. Ihnen folgte als Gutsbesitzerin die älteste Tochter Marie-Barbara von Salza und Lichtenau, die Ehrenstiftsdame des Adeligen Fräuleinstiftes in der Oberlausitz war und unverheiratet blieb. Das Herrenhaus diente zwischen 1945 und 1990 dem Gesundheitswesen Dresden als Kinderkurheim.
Bis 1957 war Sornßig eine eigenständige Landgemeinde. Dann wurde es zunächst nach Plotzen eingemeindet; seit 1973 gehören beide Orte zu Hochkirch.

## Bevölkerung
Für seine Statistik über die sorbische Bevölkerung in der Oberlausitz ermittelte Arnošt Muka in den achtziger Jahren des 19. Jahrhunderts für den Ort eine Bevölkerungszahl von 122 Einwohnern; davon waren 114 Sorben (93 %) und acht Deutsche. Im 20. Jahrhundert setzte auch im abseits gelegenen Sornßig der Sprachwandel zum Deutschen hin ein. Bei der Erhebung durch Ernst Tschernik im Jahr 1956 bildete der Ort jedoch noch eine mehrheitlich sorbische Sprachinsel – mit 81 Prozent sorbischer Bevölkerung – während alle Nachbarorte (Lehn, Plotzen, Hochkirch) bereits mehrheitlich verdeutscht worden waren. Seither ist der Anteil der Sorbisch-Sprecher auch in Sornßig stark zurückgegangen.
Bis 1950 sind für Sornßig schwankende Einwohnerzahlen verzeichnet, von 121 im Jahr 1834 über 90 im Jahr 1910 bis 146 im Jahr 1950. Seit den 1990er Jahren beträgt die Einwohnerzahl relativ stabil um die 90.
Die gläubigen Einwohner sind fast ausschließlich evangelisch-lutherisch. Der Ort ist nach Hochkirch gepfarrt.